# Grangea jeffreyana
Grangea jeffreyana là một loài thực vật có hoa trong họ Cúc. Loài này được Fayed mô tả khoa học đầu tiên năm 1979.